# Lena Zachrisson
Lena Ingemari Birgitta Zachrisson, född 16 januari 1957, är en svensk tidigare landslagsspelare i handboll.

## Klubblagskarriär
Lena Zachrisson började spela handboll då hon var 9 år i Irsta HF. Söndagen den 20 april 1975 lyckades Irsta HF nå dåvarande damallsvenskan för första gången. Då var Lena Zachrisson en av spelarna. Hon fortsatte spela i klubben fram till början av 1980-talet då hon spelade några år för HK Silwing/Troja 1983 blev hon tillsammans med Ann-Britt Furugård utlandsproffs i Italien i Forst Brixen. 1978-1979 placerade sig Lena Zachrisson på sjunde plats i den inofficiella skytteligan i damallsvenskan med 97 gjorda mål. Efter karriären har hon spelat veteranhandboll.

## Landslagskarriär
Lena Zachrisson spelade 1974 till 1976 11 ungdomslandskamper och gjorde 21 mål. Hon debuterade den 2 juli 1978 i A-landslaget mot Danmark i en förlustmatch som Danmark vann med 21-11. Hon spelade sedan 70 landskamper och gjorde 184 mål i landslaget. Hon avslutade landslagskarriären mot Norge den 14 december 1983 med en vinst 28-26. Sverige kvalificerade under dessa år inte till någon mästerskapsturnering. Hon har fått utmärkelsen Stora grabbars och tjejers märke. 

## Privat
Lena Zachrisson är mamma till förre landslagsspelare Mattias Zachrisson.